# Clubiona excavata
Clubiona excavata este o specie de păianjeni din genul Clubiona, familia Clubionidae. A fost descrisă pentru prima dată de William Joseph Rainbow în anul 1920. Conform Catalogue of Life specia Clubiona excavata nu are subspecii cunoscute.